# Silke Knoll
Silke-Beate Knoll, född den 21 februari 1967 i Rottweil, är en tysk före detta friidrottare som tävlade i kortdistanslöpning.
Knoll tävlade främst på 200 meter och hon var i final vid VM 1995 där hon slutade femma på tiden 22,66. Hon var vidare två gånger i semifinal vid VM på samma distans, både 1991 och 1993. Inomhus blev hon silvermedaljör vid inomhus-EM 1994 och bronsmedaljör vid inomhus-EM 1988.
Som stafettlöpare vann hon EM-guld 1994 tillsammans med Melanie Paschke, Bettina Zipp och Silke Lichtenhagen. Vid VM 1995 blev det brons och då var Zipp utbytt mot Gabriele Becker.
Hon samlade under sin aktiva tid på sig inte mindre än 22 tyska mästerskapstitlar.

## Personliga rekord
- 200 meter - 22,29 från 1992